# أنا-ليزا تومسون
أنّا-ليزا تومسون (بالسويدية: Anna-Lisa Thomson)‏ هي رسامة ومصممة ورسامة توضيحية سويدية، ولدت في 20 سبتمبر 1905 في كارلسكرونا في السويد، وتوفيت في 12 فبراير 1952.